# Empire Car
Empire Car war ein niederländischer Hersteller von Automobilen.

## Unternehmensgeschichte
Das Unternehmen aus Maarheeze stellte 1997 auf der Techno-Classica in Essen erstmals aus. Die Serienproduktion lief von 2001 bis 2004.

## Fahrzeuge
Das einzige Modell Sabre basierte auf einer Lizenz von Royale Motor Company und entsprach dem Royale Sabre. Es war ein offenes Fahrzeug im Stile der 1930er Jahre.